# Makalaka rhodesiana
Makalaka rhodesiana är en skalbaggsart som beskrevs av Louis Albert Péringuey 1908. Makalaka rhodesiana ingår i släktet Makalaka och familjen Melolonthidae. Inga underarter finns listade i Catalogue of Life.